# Hejing

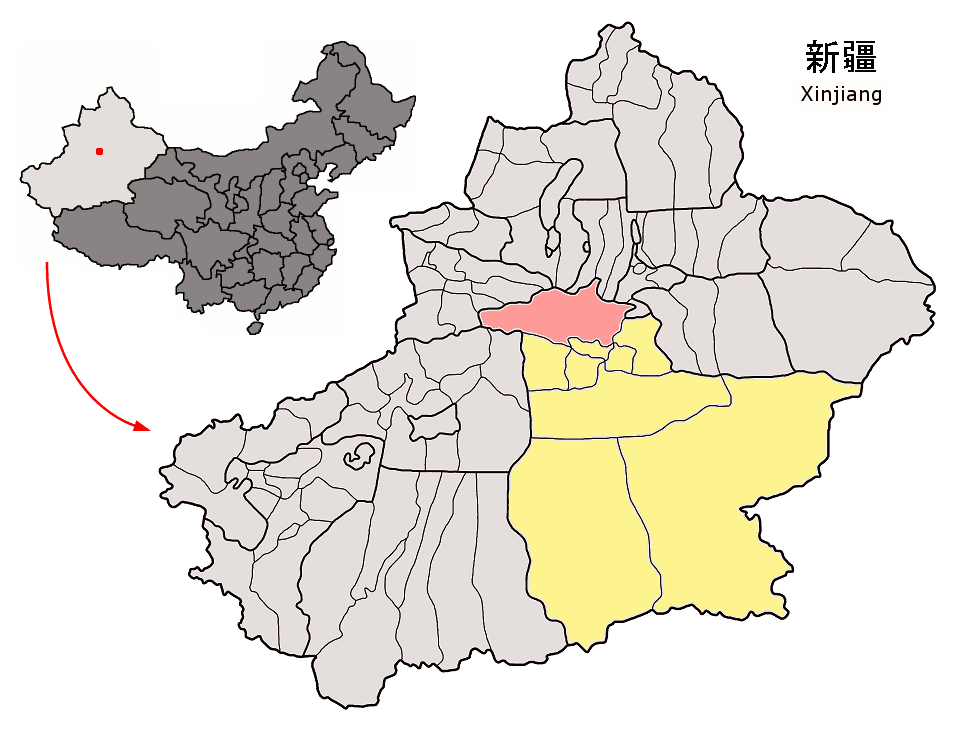
Lage des Kreises Hejing (rosa) im Mongolischen Autonomen Bezirk Bayingolin (gelb)

Hejing (chinesisch 和静县, Pinyin Héjìng Xiàn, uigurisch خېجىڭ ناھىيىسى Hejing Naⱨiyisi) ist ein Kreis im Norden des Mongolischen Autonomen Bezirks Bayingolin im mittleren Südosten des Uigurischen Autonomen Gebiets Xinjiang der Volksrepublik China. Sein Hauptort ist die Großgemeinde Hejing (和静鎮). Der Kreis hat eine Fläche von 34.983,67 km² und 160.804 Einwohner (Stand: Zensus 2010).

## Administrative Gliederung
Auf Gemeindeebene setzt sich Hejing aus acht Großgemeinden und vier Gemeinden zusammen. Diese sind:
- Großgemeinde Hejing (和静镇), Sitz der Kreisregierung;
- Großgemeinde Balgantai (巴仑台镇);
- Großgemeinde Barun Har Modon (巴润哈尔莫墩镇);
- Großgemeinde Bayanbulak (巴音布鲁克镇);
- Großgemeinde Har Modon (哈尔莫墩镇);
- Großgemeinde Künesgol (巩乃斯镇);
- Großgemeinde Naiman Modon (乃门莫墩镇);
- Großgemeinde Xelmir Buh (协比乃尔布呼镇).
- Gemeinde Algu (阿拉沟乡);
- Gemeinde Bayan Gol (巴音郭愣乡);
- Gemeinde Elzet Ul (额勒再特乌鲁乡);
- Gemeinde Hirgut (克尔古提乡);
- Ferner liegen im Kreisgebiet drei Farmen des Produktions- und Aufbaukorps und zwei Staatsfarmen.

## Kultur
Die Gräber von Chawuhu (Cháwúhū gǔmùqún 察吾乎古墓群) aus der Zeit des Übergangs zwischen Bronze- und Eisenzeit (manche Experten sprechen von einer Chawuhu-Kultur) stehen seit 2001 auf der Liste der Denkmäler der Volksrepublik China (5-190).